# GANNA
GANNA – włoska fabryka rowerów założona i stworzona w 1912 roku przez włoskiego kolarza Luigi Ganna. Rowery tej marki używane są przez polską zawodową grupę kolarską „Weltour Łazy”.